# 哥伦比亚号航天飞机灾难
哥伦比亚号航天飞机灾难（Space Shuttle Columbia disaster）发生于2003年2月1日，哥伦比亚号当时执行STS-107任务在得克萨斯与路易斯安纳上空重返大气层。该事故造成机上所有7名宇航员遇难。哥伦比亚号的残骸从达拉斯郊外一直散落到泰勒，部分残骸落入路易斯安纳。
航天飞机外储箱上的绝热材料碎片在发射时因空气动力脱落并击中哥伦比亚号左翼前缘，损坏了重返时提供保护的航天飞机隔热系统，哥伦比亚号因此失事。哥伦比亚号在轨道上时，一些NASA工程师怀疑左翼已经受损，但是管理人员限制了进一步调查。
NASA原先的航天飞机设计规范指出，外储箱不应散落泡沫塑料或其它碎片；因此航天飞机遭到碎片撞击是需要于准许发射前解决的安全问题。工程师发现泡沫塑料散落和碎片撞击不可避免且无法解决，根据此类情况不是安全威胁或可接受风险的假定，发射通常获得批准。大多数航天飞机发射都有泡沫碎片撞击和防热瓦伤痕的记录。STS-107前的STS-112任务中，外储箱脚架斜坡上的泡沫塑料脱落并撞击到了左固体助推器底部与外储箱的连接环上，撞击产生了3英寸宽、3英寸深的凹痕。此次任务后，NASA分析了撞击情况并假定外储箱可安全飞行，泡沫塑料不会产生威胁到飞行安全的新问题。哥伦比亚号仍在轨道上时，该理由在任务管理团队主席琳达·哈姆的要求下重新评估。哈姆和航天飞机计划经理罗恩·迪特莫尔都出席了2002年10月31日决定继续航天飞机发射的会议。
在STS-107重返阶段，高温气体穿透损伤部位并摧毁了内部机翼结构，迅速导致航天飞机在空中解体。乘员遗体和若干航天飞机碎片在一次涉及得克萨斯、路易斯安纳、阿肯色的地面搜索中找到。
STS-107任务是第113次航天飞机发射，曾被推迟18次 ，其原定发射日期为2001年1月11日，实际发射日期为2003年1月16日（此为STS-113的原定发射日期）。在2002年7月19日前的一个月前，航天飞机因推进剂管线裂推迟发射。但事故发生6个月后，哥伦比亚号事故调查委员会认为该推迟与此次灾难无关。
事故调查委员会的建议书指出了若干技术和管理问题。同挑战者号事故一样，航天飞机此后停飞两年。国际空间站建造暂停，在STS-114前29个月内完全依靠俄罗斯联邦航天局补给，在STS-121前41个月内替换人员也完全依靠俄航天局。在航天飞机复飞后，主要操作变化包括彻底的入轨检查，確認航天飞机隔热系统承受上升的能力，並準備好指定的救援任務，以防發現無法彌補的損壞。此后，除了2009年NASA透過STS-125升空任務修复位于高海拔低倾角轨道的哈勃太空望远镜之外，航天飞机只前往国际空间站，以便在太空人必要时就近作为避难所。

## 乘员

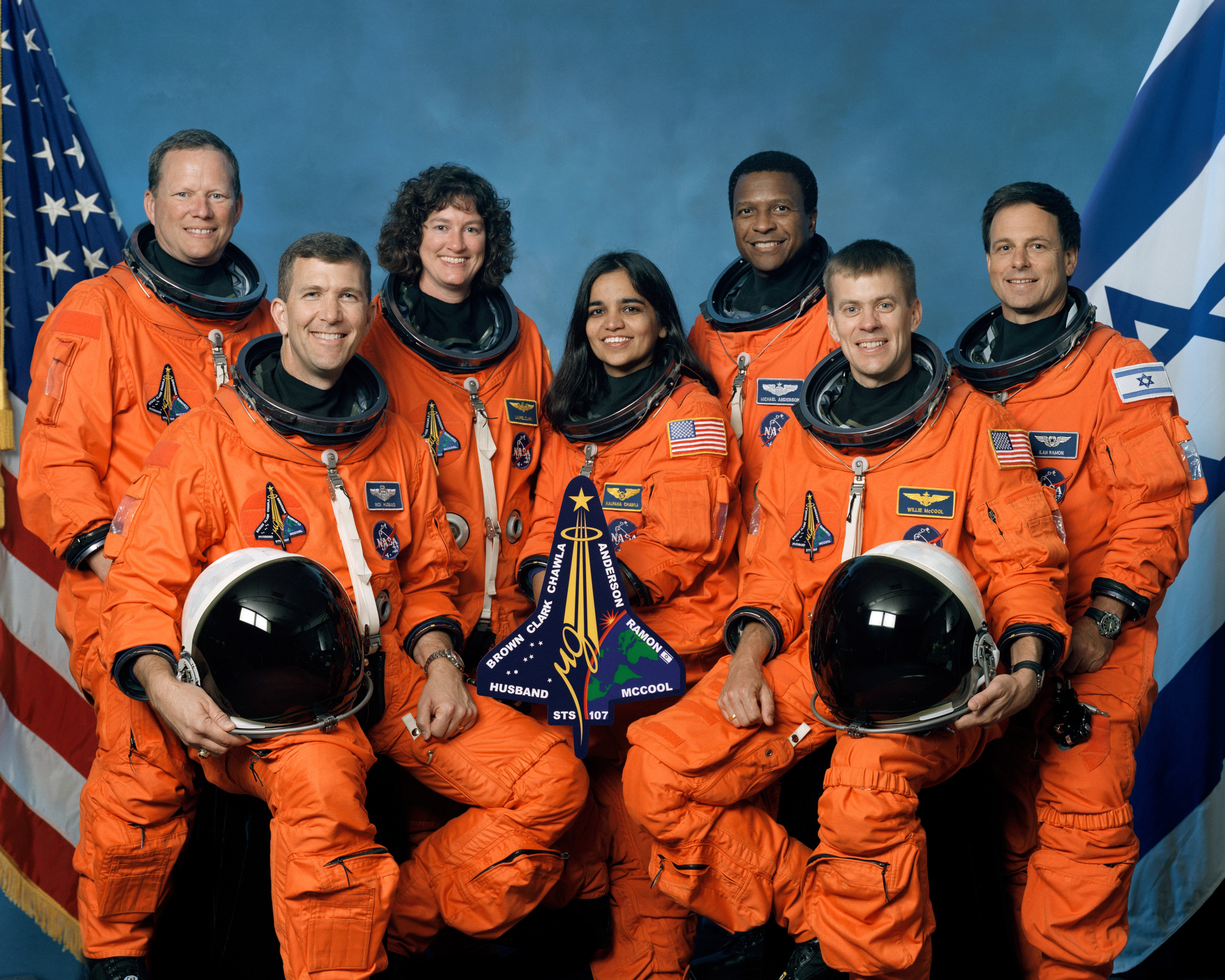
STS-107乘员，左起：布朗、赫斯本德、克拉克、乔拉、安德森、麦库尔、拉蒙

- 指揮官：里克·赫斯本德，美国空军上校，机械工程师，曾在STS-96中驾驶航天飞机与国际空间站对接。
- 飞行员：威廉·麦库尔，美国海军中校
- 有效载荷指令长：迈克尔·安德森，美国空军中校，负责科学任务的物理学家。
- 有效载荷专家：伊兰·拉蒙，以色列空军上校，首名以色列宇航员。
- 任务专家：卡尔帕娜·乔拉，印度出生的航空航天工程师，此为其第二次任务。
- 任务专家：大卫·布朗，美国海军上校，接受飞行员与飞行外科医生训练。布朗进行了若干科学实验。
- 任务专家：劳雷尔·克拉克：美国海军上校、飞行外科医生。克拉克进行了若干科学实验。

## 发射时的碎片撞击

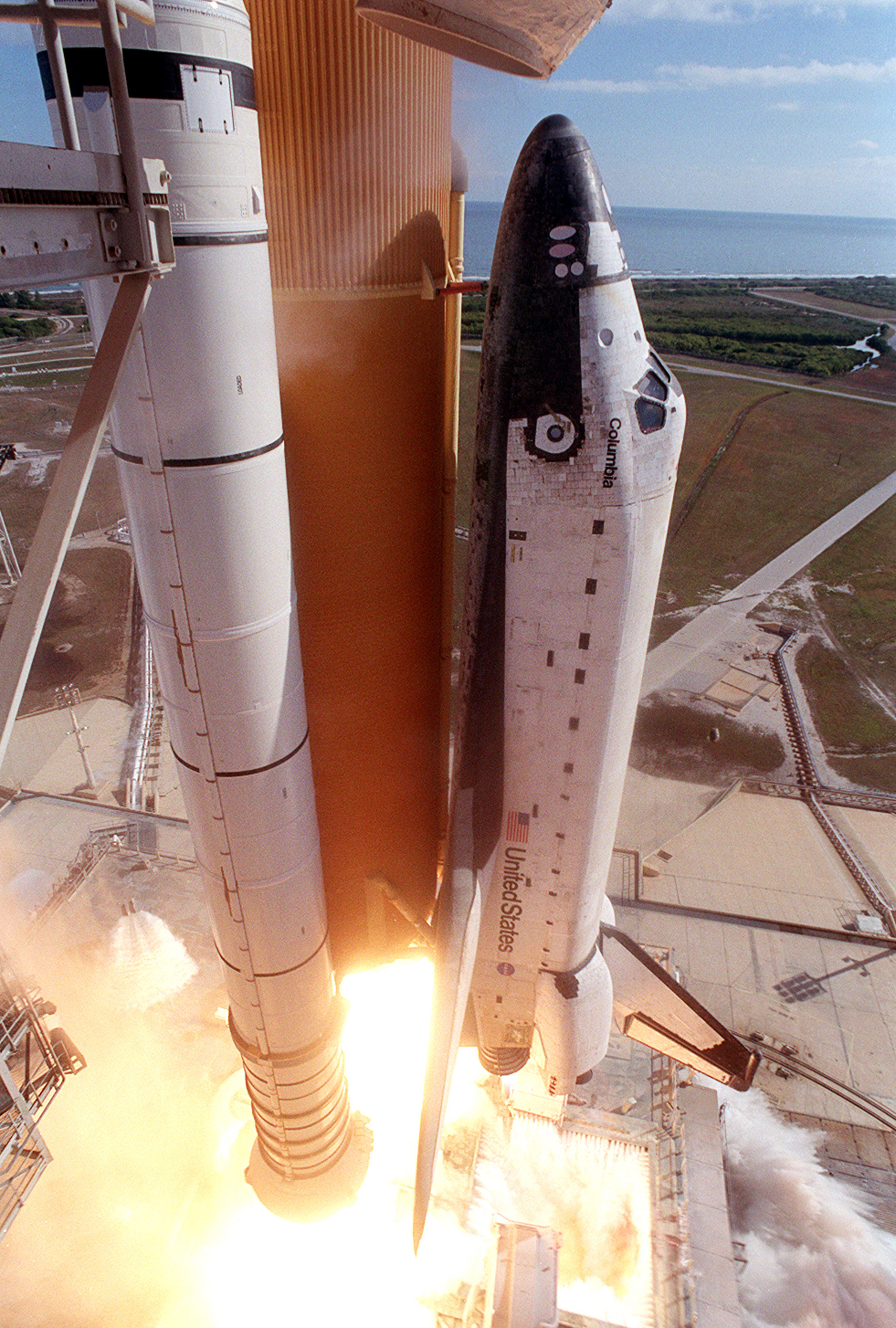
哥伦比亚号在其最后任务中起飞。轨道器鼻部支撑物底部的浅色三角形是左脚架泡沫斜坡 [http://science.ksc.nasa.gov/shuttle/missions/sts-107/movies/sts-107-launch.rm Video

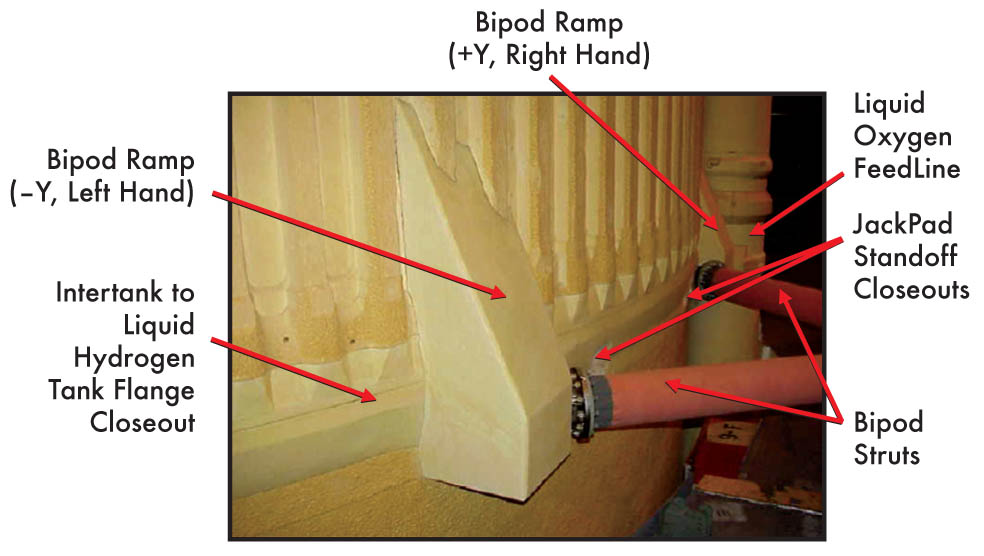
脱落并损坏航天飞机机翼的左脚架泡沫斜坡细节。

自肯尼迪航天中心LC-39-A发射架发射后约82秒，一个公事包大小的绝热泡沫塑料从外储箱脱落，击中哥伦比亚号左翼碳－碳复合材料板。哥伦比亚号事故调查委员会进行的实验显示是次撞击产生了一个6英寸（15）到10英寸（25）直径的洞，使高温气体在哥伦比亚号再入大气层时进入机翼。撞击发生时，轨道器在约海拔66,000英尺（20；12.5英里）处以2.46倍音速（1,870英里每小時（840每秒））飞行。
左脚架泡沫斜坡是一个约3英尺（0.91）长的，完全由泡沫塑料制成的空气动力学组件。此组件并非结构材料，但仍须承受一些空气动力学载荷。这些特殊要求使其浇筑和固化过程必须由高级技师进行。外储箱被泡沫塑料包裹，避免在充满液氢和液氧时表面结冰损坏航天飞机。脚架斜坡原被用于减少脚架于外储箱连接点上的气动应力，但本次事故中显示该斜坡并不必要。该斜坡在STS-107之后的任务的外储箱设计中被取消。（液氧管线上的一处泡沫塑料斜坡在分析与测试后也被取消）。
在STS-7（1983）， STS-32（1990）， STS-50（1992）， STS-112（与STS-107仅间隔一个任务）中都观测到了脚架泡沫斜坡整体或部分脱落。讽刺的是，STS-112携带了外储箱相机以了解泡沫塑料脱落问题。本次事故之后的分析显示，STS-52与STS-62中脚架泡沫斜坡也已脱落。突起物空气载荷斜坡也产生脱落碎片。至少一个撞击没有造成严重损害。NASA管理部门开始将这种现象称为泡沫塑料脱落。虽然O形环破损最终毁灭了挑战者号，NASA管理部门开始习惯了这些没有造成严重损害的现象。社会学家黛安·沃恩在其关于挑战者号航天飞机发射决定的著作上将这种对故障的习惯称为偏差的正常化。
STS-107起飞时的录像在发射两个小时后被反复回顾，并没有发现异常。翌日，经过通宵处理的高分辨率影像显示泡沫塑料碎片击中了左翼，可能损坏了航天飞机的热防护系统。截至此时，由于航天飞机的跟踪录像分辨率过低，还无法确定机翼的确切受损部位。

## 再入时的损坏
下面是哥伦比亚号再入时的时间轴，原定着陆时间是美国东部时间09:16。
- 2003年2月1日02:30－再入飞行管制（英语：Flight controller）团队在任务控制中心（英语：Mission Control Center）开始值班。

飞行管制团队并没有对任何有关哥伦比亚号脱离轨道和再入的问题进行努力。该团队表示对升空过程中左翼收到撞击并不担心，再入应当和以往一样。管制团队完成了脱离轨道点火检查清单和再入检查清单手续。天气预报员在航天飞机教练机飞行员的帮助下评估了肯尼迪航天中心着陆场的状况。
- 08:00－任务控制中心再入飞行主管勒罗伊·E·凯恩询问任务控制室关于是否进行点火脱离轨道的决定。

所有气象观察和预告都符合飞行条例的要求，所有系统正常。
- 08:10－座舱通讯员通知机组进行脱离轨道点火。
- 08:15:30 （EI-1719）－赫斯本德和麦库尔通过哥伦比亚号的两个轨道机动系统引擎进行脱离轨道点火。

点火指令执行时，轨道器以腹面朝上，尾部向前的姿势位于印度洋上空175英里（282）处。脱离轨道机动在第255轨道进行，2分38秒的点火令轨道器自17,500英里每小時（7.8每秒）减速并开始再入。在点火期间，机组感受到了10％的重力。赫斯本德将轨道器机动到右侧朝上，面部朝前，机鼻上指，此后的点火过程中没有问题。
- 08:44:09 （EI+000）－入口界面（Entry Interface），人为定义的轨道器进入稠密大气层点，位于太平洋上空400,000英尺（120；76英里）处。

哥伦比亚号自太空进入大气层后与空气分子撞击通常使机翼前缘温度平稳上升，在接下来的6分钟内升至2,500 °F（1,370 °C）。（前航天飞机计划经理韦恩·黑尔在一次新闻发布会上指出，90％的升温是因轨道器超音速飞行压缩空气造成的，而不是摩擦的结果。）

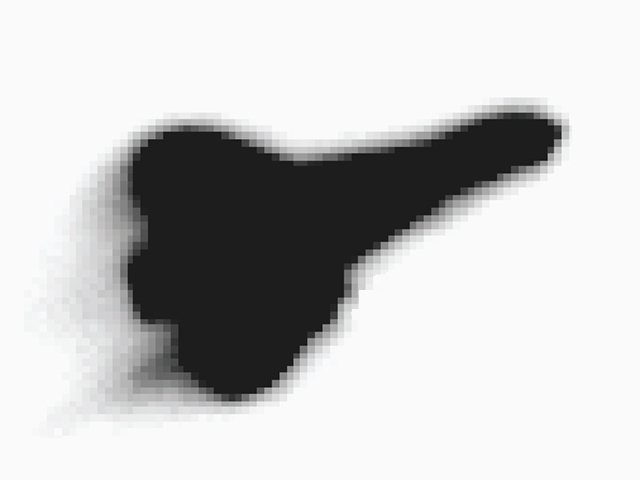
大约08:57时的哥伦比亚号，可见来自左翼及后方的尾流異常。图片由美国空军的望远镜拍摄。

- 08:48:39（EI+270）－左翼翼尖前缘的一个传感器感受到了高于哥伦比亚号以往再入的扭曲。

此仅被化辅助系统纪录，并没有传送给地面控制或机组。此系统与飞行数据记录器类似。
- 08:49:32（EI+323）－哥伦比亚号进行了计划的向右翻滚，速度：24.5马赫。

哥伦比亚号开始横向翻滚产生升力以减少下降率和加热速率。
- 08:50:53（EI+404）－哥伦比亚号进入了长达10分钟的气动加热，此时热应力最大。速度：24.1马赫，高度243,000英尺（74；46.0英里）。
- 08:52:00（EI+471）－哥伦比亚号大约在加利福尼亚海岸线西300英里（480）处。

轨道器机翼前缘温度此时通常达到2,650 °F（1,450 °C）。
- 08:53:26（EI+557）－哥伦比亚号自萨克拉门托西的加州海岸线通过，速度：23马赫，高度231,600英尺（70.6；43.86英里）。

轨道器机翼前缘温度此时通常达到2,800 °F（1,540 °C）。

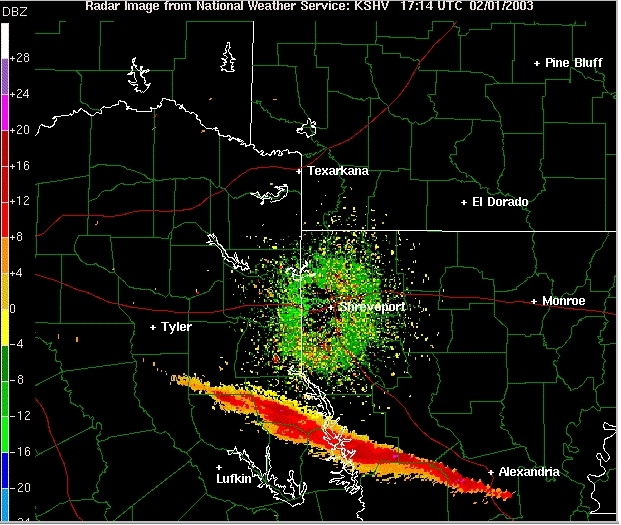
美国国家气象局雷达探测到的散布于得克萨斯和路易斯安纳的哥伦比亚号残骸，以红色、橙色和黄色显示

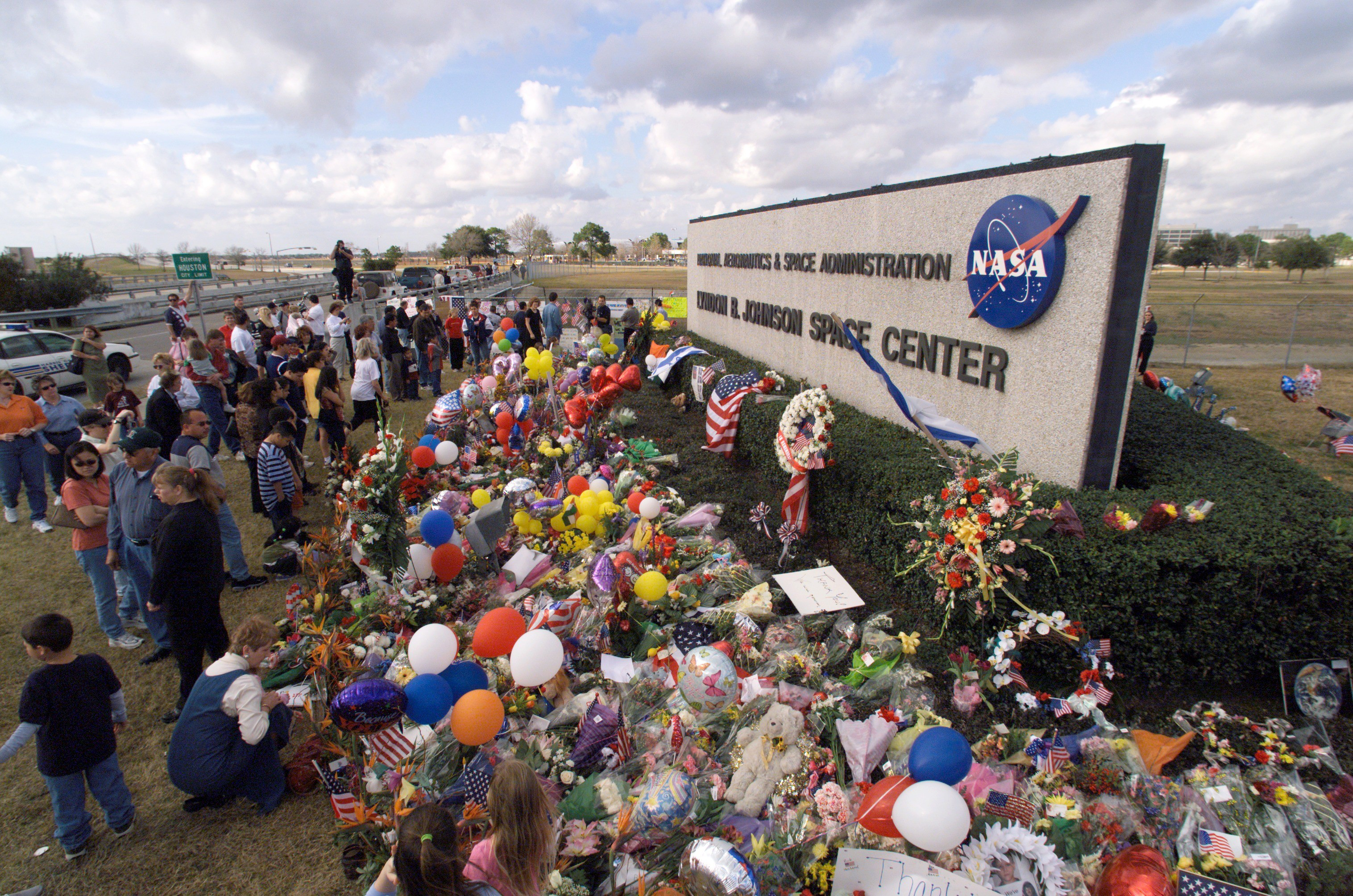
位于得克萨斯州休斯顿的林顿·约翰逊太空中心主入口的临时纪念碑

- 08:53:46（EI+577）－外出观察的人群看到了碎片脱落的迹象。速度：22.8马赫，高度230,200英尺（70.2；43.60英里）。

轨道器周围的过热空气突然变亮，导致轨道器发光轨迹突变。该变化在西海岸黎明前的天空中十分明显。观察者在接下来23秒内目击了四次类似事件，业余影片片段中的对话显示这些观察者已经意识到他们正在拍摄某种异常情况。
- 08:54:24（EI+615）－维护、机械与乘员系统（MMACS）官员向飞行主管汇报左翼的四个压力传感器“读数偏低”。飞行控制中再入仍然照常进行。

“读数偏低”指读数低于传感器最低量程。通常意味着传感器因内部或外部因素失效，而不是实测数值低于最低量程。
再入团队继续讨论失效迹象。
- 08:54:25（EI+616）哥伦比亚号穿过加州，进入内华达空域。速度：22.5马赫，高度227,400英尺（69.3；43.07英里）。

目击者此时观察到了一次明亮的闪光，并在接下来4分钟内观测到了18次类似事件。
- 08:55:00（EI+651）再入近11分钟后，机翼前缘温度通常达到近3,000 °F（1,650 °C）。
- 08:55:32（EI+683）－哥伦比亚号穿过内华达到达犹他。速度：21.8马赫，高度223,400英尺（68.1；42.31英里）。
- 08:55:52（EI+703）－哥伦比亚号穿过犹他进入亚利桑那。
- 08:56:30（EI+741）－哥伦比亚号在亚利桑那进行了从左向右的反向反转。
- 08:56:45（EI+756）－哥伦比亚号穿过亚利桑那进入新墨西哥。速度：20.9马赫，高度219,000英尺（67；41.5英里）。
- 08:57:24（EI+795）－哥伦比亚号通过阿尔伯克基北部。
- 08:58:00（EI+831）－此时机翼前缘温度通常减少至2,880 °F（1,580 °C）。
- 08:58:20（EI+851）－哥伦比亚号穿过新墨西哥进入得克萨斯。速度：19.5马赫，高度209,800英尺（63.9；39.73英里）。

此时轨道器一块防热瓦脱落，是所有已发现碎片中最靠西的。搜索队在拉伯克北部利特菲尔德农田中发现了这片防热瓦。
- 08:59:15（EI+906）－MMACS向飞行主管汇报左起落架两个轮胎压力读数丢失。飞行主管命令座舱通信员告知机组任务控制中心已经收到了信息而且正在评估读数。飞行主管还补充说飞行管制团队无法理解机组的上一条通信。
- 08:59:32（EI+923）－任务指令长的一条不完整通信被纪录：“收到，嗯。但－［被中间打断］...”（""）。这是任务控制中心收到的最后一组机组通信和最后一组遥测信号。
- 08:59:37（EI+928）－操纵飞行控制面所必需的液压约于GMT 13:59:37失效。此时主警报将会响起，航天飞机失控，开始不受控制的滚转和偏航，机组此时了解到所遇到的严重的问题。[11]
- 09:00:18（EI+969）－达拉斯附近的地面观察者作出的录像与目击者报告显示轨道器在其上空解体、不断破裂成更小的碎片并留下若干向东的凝结尾。任务控制室中除了丢失信号，并没有其他严重问题的迹象。在轨道器解体前的GMT 14:00:18，哥伦比亚号座舱压力正常，机组仍能够自觉活动。[11] 机组模块在解体过程中几乎保持完好，但是已无法保持座舱压力，于9:00:53彻底失压。
- 09:00:57（EI+1008）－仍然完整的机组模块断裂成了若干子组件，并在9:01:10从视野中消失。任何幸存的机组成员在此刻已经死亡。
- 09:05－得克萨斯中北部居民，特别是泰勒附近的居民报告了来自达拉斯东部空中的巨大隆声、小幅震荡波、烟和碎片。
- 09:12:39（EI+1710）－在接到航天飞机解体的目击报告后，NASA飞行主管宣布进入紧急状况，通知搜救队进入碎片区域。他还通知地面控制员：“地面控制；飞行［主管］，地面控制；飞行［主管］。锁门。”两分钟后任务控制中心开始执行紧急状况预案。任何人不得进入或离开控制室，飞行管制员开始为未来分析保留所有任务数据。[12]

## 残骸回收
在东得克萨斯、西路易斯安那和阿肯色西南部分县找到了包括人类遗体在内的超过两千件残骸。大部分残骸散落在了纳科多奇斯到达拉斯西南的人烟稀少的地区。每日电讯报报道说搜救队发现了包括手臂、足、躯干、心脏在内的人类遗体。在事故发生后的数月内，人们组织起了最大的地面搜索。 NASA发出警告说任何残骸都可能含有有害化学品，人们不应接触任何残骸并应向当地灾难应对部门或政府当局汇报其位置；任何人擅自占有残骸还将被起诉。由于残骸散布面积之广，业余无线电操作员们自发向搜索队提供通讯支持。
一些装有秀丽隐杆线虫成虫（约1毫米长）培养皿的铝制容器在事故后几周内被发现，这些线虫在再入与坠落时幸存；2003年4月28日，这些培养物被确认仍然存活。这些线虫是研究失重对生理影响的生物实验的一部分，由卡西·康利主持进行。
在搜索残骸时发生了一起直升机坠机事故，残骸搜索飞行员小朱尔斯·F·米尔和碎片搜索航空专家查尔斯·克热内克遇难，另外三人也因此受伤。
一些得克萨斯州居民找到了部分残骸，并无视警告在网上拍卖網站eBay上以10000美元起价拍卖，拍賣隨即被網站移除。有关哥伦比亚号的节目、照片、贴布绣等商品在事故后迅速升值；与哥伦比亚号有关的商品数量也同时激增。为回收被非法占有残骸开出的三天特赦期间，数百件航天飞机残骸被上缴。超过四万件找到的残骸无法辨识。最大的碎片包括前起落架轮胎和窗框。
2008年5月9日，据报道哥伦比亚号上的一个硬盘上的数据被在事故中幸存。该硬盘用于存储关于剪切稀化性质的实验数据。尽管这个340MB的硬盘部分受损，但是存储实验数据的部分安然无恙并得以恢复。
2011年7月29日，纳科多奇斯当局通知NASA说在一湖中发现了直径4英尺（1.2）的残骸。NASA鉴定此残骸为电力反应剂储存和分配系统的一部分。
哥伦比亚号的所有残骸存储于航天器裝配大樓闲置的办公用地中。所有机组成员遗体被另外存储于大楼专门隔间中。

## 纪念
2003年2月4日，乔治·W·布什总统同夫人劳拉在林顿·约翰逊太空中心为宇航员家属主持了追悼会。两天后，副总统迪克·切尼同夫人琳恩在华盛顿国家座堂的类似追悼活动中与华盛顿官员和全国一起致敬。是次追悼会上，歌手帕蒂·拉贝里演唱了Way Up There。

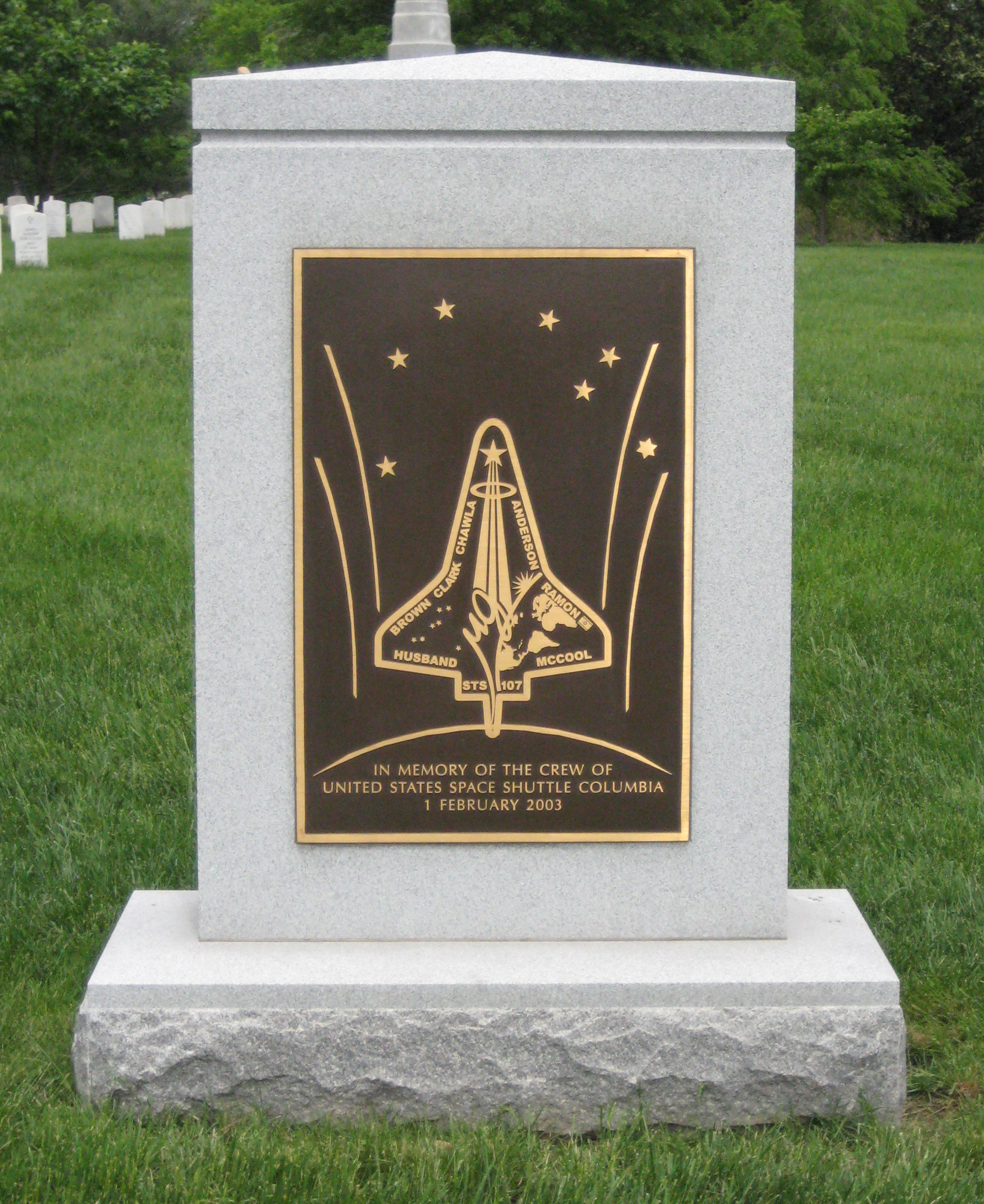
阿灵顿国家公墓中的哥伦比亚号纪念碑

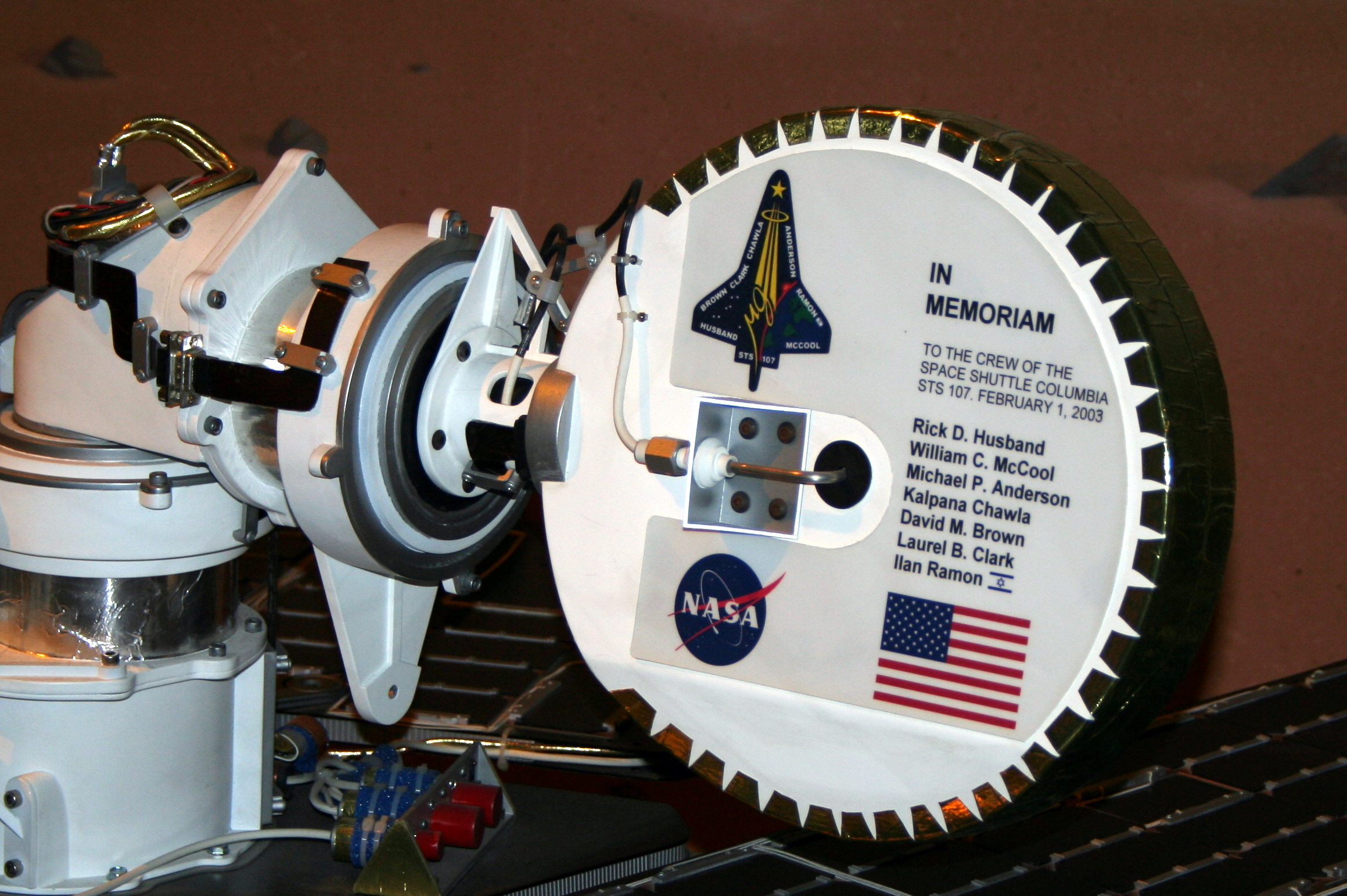
火星探测漫游者勇气号上的哥伦比亚号纪念标记

3月26日美国众议院科学委员会批准在阿灵顿国家公墓为STS-107机组建立纪念碑的拨款。阿灵顿国家公墓已为挑战者号的最后机组建立类似的纪念碑。2003年10月28日，宇航员们的姓名被加在了位于肯尼迪航天中心参观园区的空间镜纪念碑上。
为纪念机组，休士顿太空人队在2003年4月1日赛季开始时让机组成员的亲友同时进行七次开球仪式。在奏唱国歌时，包括哥伦比亚号最终任务中的飞行控制等在内的107名NASA人员将美国国旗带上球场。另外在整个赛季中，太空人队队员手套上都贴上了STS-107任务的贴布绣，他们也将阳棚广告替换为STS-107任务标志。
2004年，布什向在挑战者号事故与哥伦比亚号事故中遇难的全部14名宇航员追授国会太空荣誉勋章。
为纪念哥伦比亚号和其机组，NASA将若干地点以他们命名：七颗帕洛玛山天文台于2001年7月发现的小行星以七名宇航员的名字正式命名：51823 里克赫斯本德、51824 迈克尔安德森、51825 大卫布朗、51826 卡尔帕娜乔娜、51827 劳雷尔克拉克、51828 伊兰拉蒙、51829 威廉麦库尔。火星上，火星探测漫游者勇气号的着陆点被命名为哥伦比亚号纪念站，勇气号的高增益天线后方也贴着写有机组成员姓名的牌子。勇气号着陆点东部的七座丘陵命名为哥伦比亚丘陵，七座丘陵都分别按照机组成员姓名命名。勇气号专门探测了赫斯本德山并登上其顶峰。NASA还同样将美国国家科学气球设施更名为哥伦比亚科学气球设施。

## 媒體
此事件也收錄在2005年國家地理頻道節目《重返危機現場》第二季。